# Herz-Jesu-Kirche (Wustweiler)

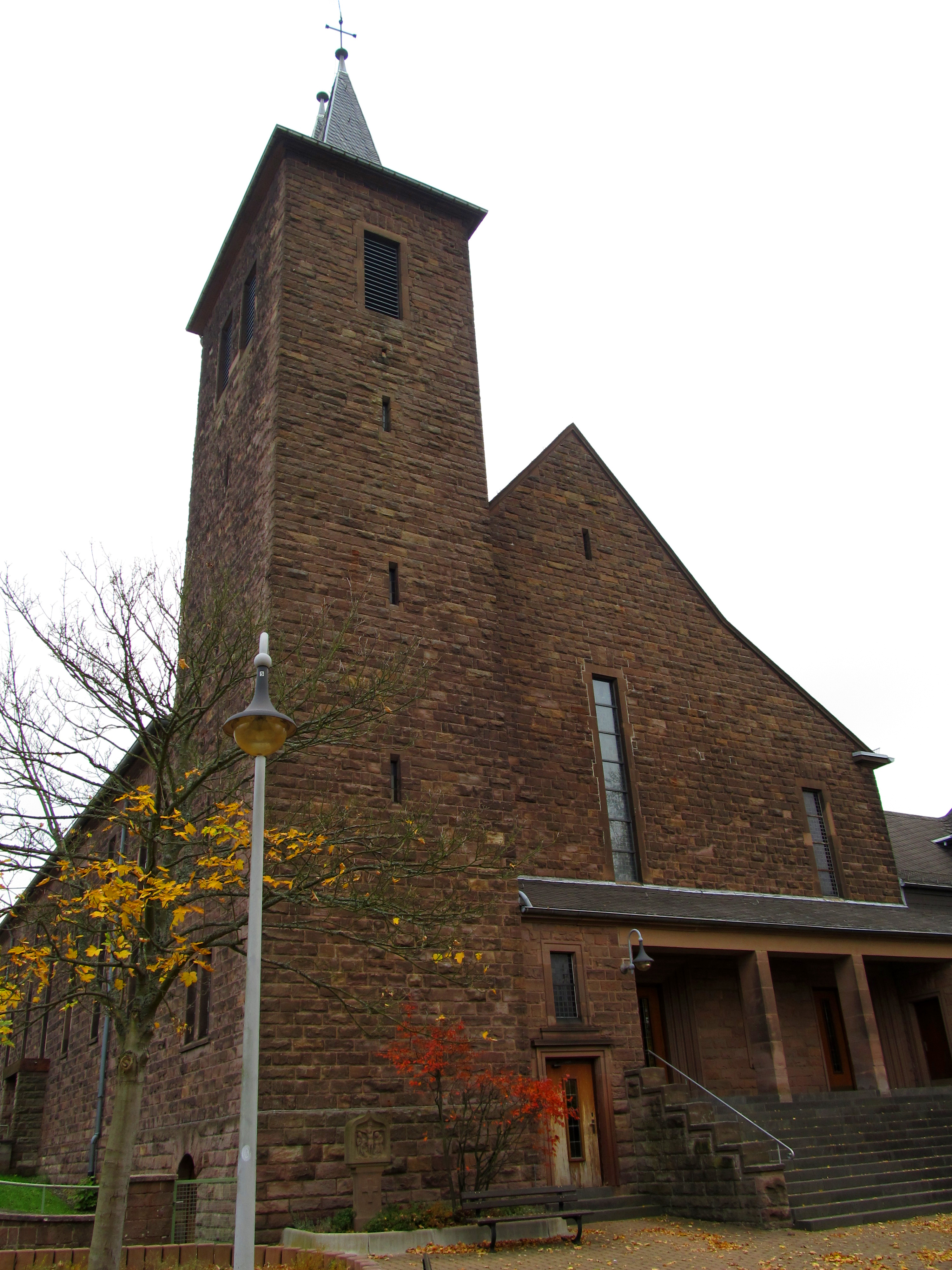
Die Pfarrkirche Herz Jesu in Wustweiler

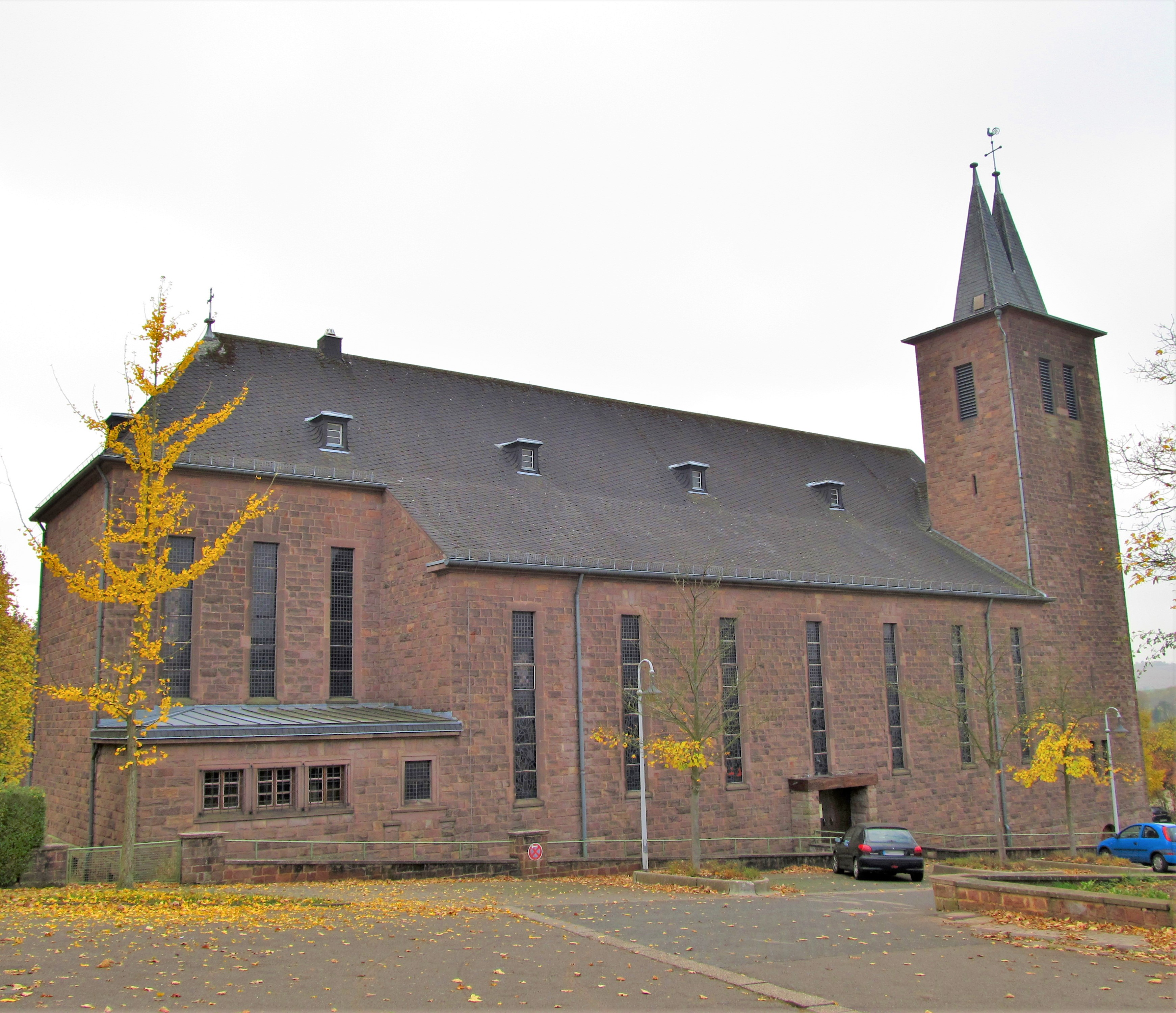
Weitere Ansicht der Kirche

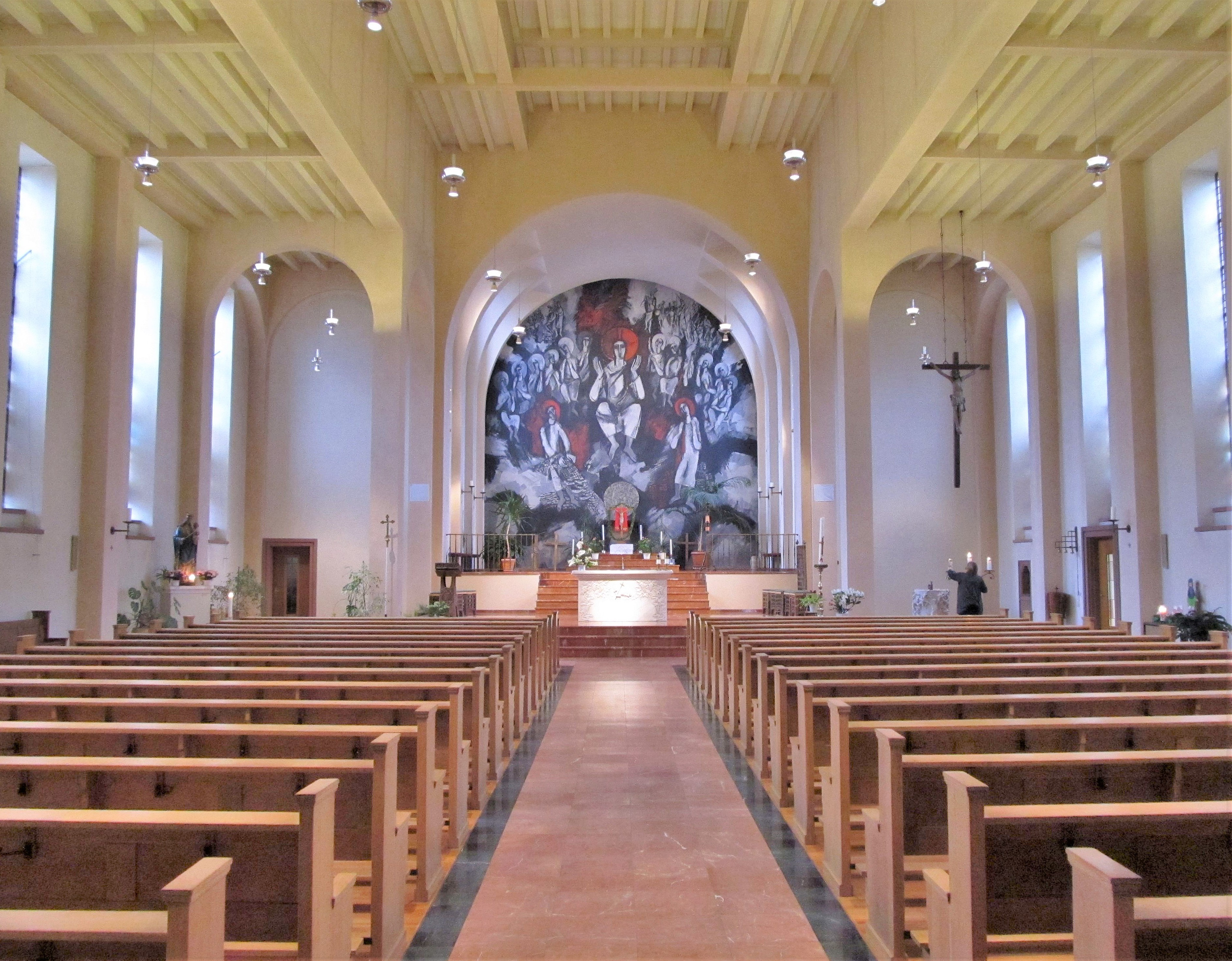
Blick ins Innere der Kirche

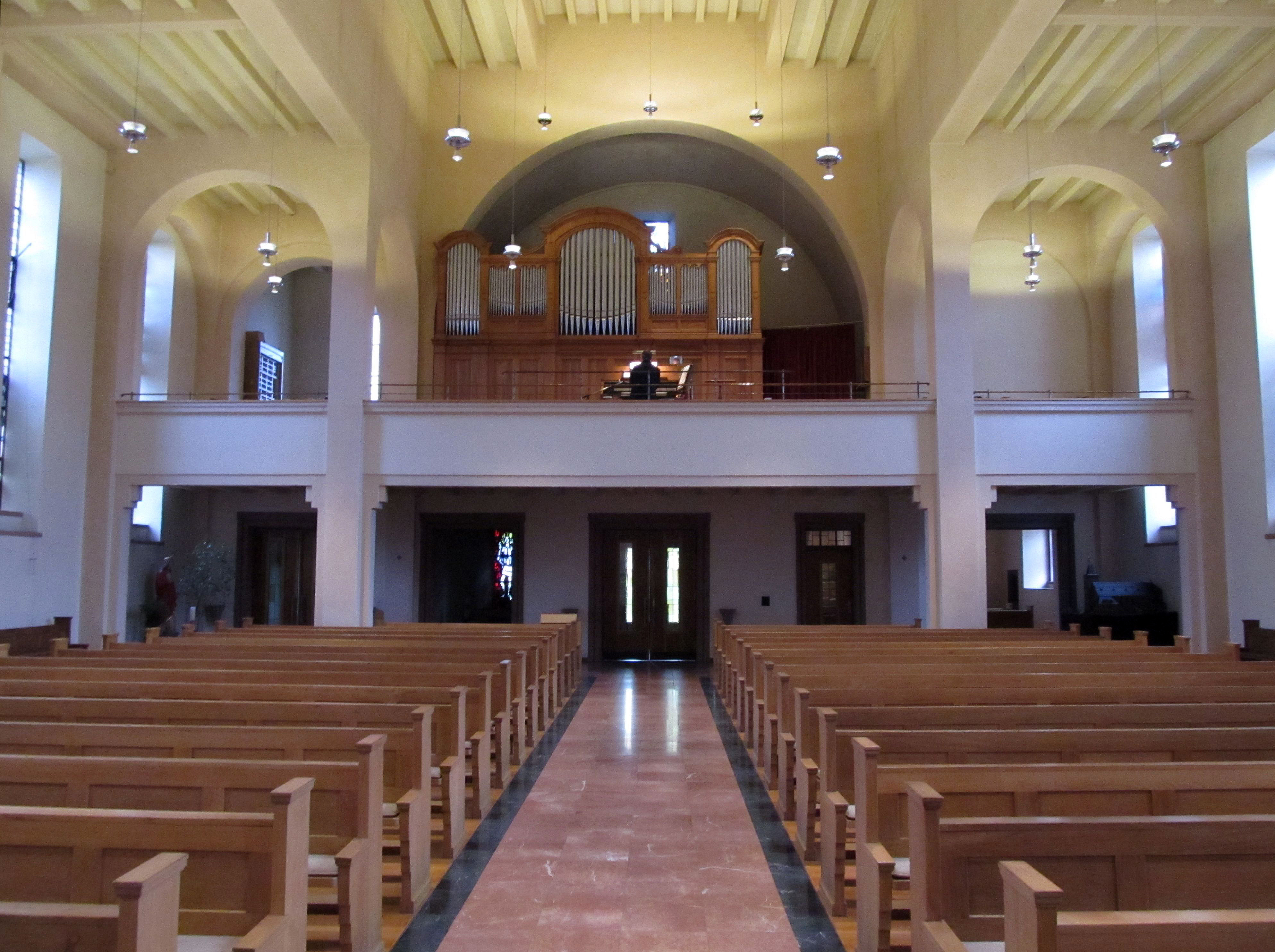
Blick vom Altarraum zur Orgelempore

Die Herz-Jesu-Kirche ist eine römisch-katholische Pfarrkirche in Wustweiler, einem Ortsteil von Illingen, Landkreis Neunkirchen. Sie trägt das Patrozinium der Verehrung des heiligsten Herzens Jesu. In der Denkmalliste des Saarlandes ist das Kirchengebäude als Einzeldenkmal aufgeführt.

## Geschichte
Die Katholiken von Wustweiler gehörten bis zu Beginn des 20. Jahrhunderts wechselweise zu verschiedenen Pfarreien. 1912 gründete sich ein Kirchenbauverein mit dem Ziel in Wustweiler eine eigene Pfarrkirche zu errichten. Durch den Ausbruch des Ersten Weltkrieges wurde das Vorhaben zunächst verhindert. Als Übergangslösung wurde nach Eingang der bischöflichen Genehmigung im Saal einer Gastwirtschaft in der Illinger Straße eine Notkirche eingerichtet. Am 1. Januar 1925 wurde die Pfarrei Wustweiler gegründet und am 5. September 1932 begannen die Bauarbeiten zur Errichtung einer Pfarrkirche nach Plänen des Architekten Dombaumeister Julius Wirtz (Trier). Die Konsekration der fertiggestellten Kirche erfolgte am 14. Mai 1934 durch den Trierer Weihbischof Antonius Mönch.
In den Jahren 1969 bis 1973 wurde das Gotteshaus gravierenden Restaurierungs- und Umbaumaßnahmen unterzogen. Von 1998 bis 2000 wurde die Kirche im Inneren unter Leitung des Architekten Siegbert Barth (Losheim am See) restauriert.

## Ausstattung
Von dem Glasmaler Franz Xaver Wilfried Braunmiller (München) stammen die Kirchenfenster, die 1933 geschaffen wurden und die 14 Kreuzwegstationen zeigen. 1971 wurden sie restauriert. Maler Jakob Schwarzkopf (Trier) schuf ein monumentales Altarbild, das um eine lebensgroße Christusfigur herum gruppiert Geschichten aus dem Alten und Neuen Testament erzählt. Auch das kleine Kirchenfenster, rechts neben dem Hauptportal hinter dem Grab des ersten Wustweiler Pastors, Hermann Schulz, ist ein Werk von Schwarzkopf. Von dem Bildhauer Boris Ryzek (Würzburg) stammen der Altar aus weißem Carrara-Marmor mit eingearbeiteten Opferlamm und Rebstöcken, der Ambo, der vier Medaillons mit Bibelthemen zeigt, Schmiedearbeiten hinter dem  Altar, ein handgeschmiedetes Eisengeländer, sowie eine Sedalia in Bronze mit Symbolen, die in die Rückenlehne des Priestersitzes eingearbeitet sind.
In der Krypta der Kirche befindet sich ein kleiner Altar, der von Dechant Günter Hirschauer (Wustweiler) entworfen wurde und aus der Altarplatte des alten Altars hergestellt wurde. Die Firma Mrziglod (Tholey) zeichnete für die Ausmalung der Kirche in den Jahren 1998 bis 2000 verantwortlich.

## Orgel
Die erste Orgel der Kirche wurde zu Beginn der 1950er Jahre von der französischen Orgelbaufirma Haerpfer & Erman (Boulay/Lothringen) erbaut. Im Zuge der Restaurierungsarbeiten der Jahre 1999 bis 2001 wurde das Instrument abgebaut, da es sich in einem schlechten Zustand befand und eine Restaurierung zu teuer war bzw. sich nicht mehr lohnte. Als Ersatz wurde die im Jahr 1901 von dem Orgelbauer Hock gebaute Orgel (22 Register) aus der evangelischen Kirche Saarlouis gekauft. Unter Wiederverwendung von Teilen der alten Haerpfer-Orgel, sowie der Orgeln der evangelischen Kirche in Saarlouis, der evangelischen Kirche in Bad Schwalbach/Taunus und weiterer Orgeln wurde von dem Orgelbauer Thomas Gaida (Wemmetsweiler) im Zeitraum von Februar 2001 bis Juli 2002 ein neues Instrument erbaut, das über 33 (36) Register verfügt, die auf zwei Manuale und Pedal verteilt sind. Das Gehäuse stammt von der Orgel der Kirche in Bad Schwalbach. Die Orgel ist auf einer Empore aufgestellt und besitzt einen freistehenden Spieltisch, sowie Kegelladen mit elektrischer Spiel- und Registertraktur. Die Disposition lautet wie folgt:
| I Hauptwerk C–g3 |                       |        |
| 1.               | Principal             | 8′     |
| 2.               | Rohrflöte             | 8′     |
| 3.               | Gemshorn              | 8′     |
| 4.               | Quinte                | 5 1⁄3′ |
| 5.               | Oktave                | 4′     |
| 6.               | Spitzflöte            | 4′     |
| 7.               | Principal             | 2′     |
| 8.               | Mixtur 5-fach         | 2 ⁄3′  |
| 9.               | Trompete              | 8′     |
|                  | Trompete (Ext. Nr. 9) | 4′     |

| II Solowerk C–g3 |              |        |
| 10.              | Gedackt      | 8′     |
| 11.              | Salicional   | 8′     |
| 12.              | Principal    | 4′     |
| 13.              | Flöte        | 4′     |
| 14.              | Nasat        | 2 ⁄3′  |
| 15.              | Waldflöte 2′ |        |
| 16.              | Terz         | 1 3⁄5′ |
| 17.              | Cymbel IV    | 1′     |
|                  | Tremulant    |        |

| Auxiliarwerk I |                 |     |
| 18.            | Geigenprincipal | 16′ |
| 19.            | Nebelhorn       | 8′  |
| 20.            | Dolce           | 8′  |
| 21.            | Dulcet          | 4′  |

| Auxiliarwerk II |                 |    |
| 22.             | Zart-Gaidalino  | 8′ |
| 23.             | Vox-Vogtelestis | 8′ |
| 24.             | Oboe            | 8′ |
| 25.             | Krummhorn       | 8′ |
| 26.             | Regal           | 4′ |
|                 | Tremulant       |    |

| Pedal C–f1 |                              |         |
|            | Bassus magnus (Kollektivzug) | 32′     |
|            | Violon (= Nr. 18)            | 16′     |
| 27.        | Subbass                      | 16′     |
| 28.        | Arenddino                    | 10 2⁄3′ |
| 29.        | Oktavbass                    | 8′      |
| 30.        | Cor de Nuit                  | 8′      |
| 31.        | Choralbass                   | 4′      |
| 32.        | Hintersatz                   | 5 1⁄3′  |
| 33.        | Posaune                      | 16′     |

- Koppeln: II/I, Aux I/I, Aux II/I, Aux I/II, Aux II/II, I/P, II/P, Aux I/P, Aux II/P
- Spielhilfen: zwei freie Kombinationen, Tutti, elektronische Setzeranlage

## Glocken
Im Jahr 1955 goss die Saarlouiser Glockengießerei in Saarlouis-Fraulautern, die von Karl (III) Otto von der Glockengießerei Otto in Bremen-Hemelingen und dem Saarländer Aloys Riewer 1953 gegründet worden war, für die Herz-Jesu-Kirche in Wustweiler vier Bronzeglocken mit den Schlagtönen: h0 – dis' – fis' – gis'. Die Glocken haben folgende Durchmesser: 1656 mm, 1314 mm, 1105 mm, 984 mm und wiegen: 2870 kg, 1340 kg, 770 kg, 570 kg.